# Acanthobonellia miyajimai
Acanthobonellia miyajimai är en djurart som tillhör fylumet skedmaskar, och som först beskrevs av Ikeda 1904.  Acanthobonellia miyajimai ingår i släktet Acanthobonellia och familjen Bonelliidae. Inga underarter finns listade i Catalogue of Life.